# بول أناكون
بول أناكون (بالإنجليزية: Paul Annacone) (ولد في 20 مارس 1963، في الولايات المتحدة الأمريكية). هو لاعب كرة مضرب أمريكي معتزل. أصبح مدرباً بعد اعتزاله وقد درب عدد من اللاعبين حققوا العديد من الألقاب الكبرى في عهده مثل مواطنه بيت سامبراس والسويسري روجر فيدرير.

## روابط خارجية
- بول أناكون على موقع رابطة محترفي التنس (الإنجليزية)
- بول أناكون على موقع الاتحاد الدولي لكرة المضرب (الإنجليزية)
- بول أناكون على موقع كأس ديفيز (الإنجليزية)
- بول أناكون على موقع خلاصة التنس.كوم (الإنجليزية)

- صفحته الرسمية على موقع رابطة المحترفين